# Variocladium
Variocladium is een geslacht van schimmels behorend tot de familie Mollisiaceae. De typesoort is Variocladium rangiferinum.

## Soorten
Volgens Index Fungorum bevat het geslacht twee soorten (peildatum mei 2023):
| Soortnaam                 | Auteur(s)                        | Publicatiejaar |
| ------------------------- | -------------------------------- | -------------- |
| Variocladium giganteum    | (S.H. Iqbal) Descals & Marvanová | 1999           |
| Variocladium rangiferinum | (Descals) Descals & Marvanová    | 1999           |